# Ciclotímia
La ciclotímia, també coneguda com a trastorn ciclotímic, és un trastorn mental que comporta períodes varis amb símptomes de depressió i períodes amb símptomes d'hipomania. Aquests símptomes, però, no són suficients per ser un episodi depressiu major o un episodi hipomaníac. Els símptomes han de durar més d'un any en nens i més de dos anys en adults.
La causa és desconeguda. Els factors de risc inclouen antecedents familiars de trastorn bipolar. La ciclotímia difereix del trastorn bipolar perquè la depressió, la mania o la hipomania no han tingut mai lloc.
El tractament és generalment amb psicoteràpia i estabilitzadors de l'estat d'ànim (com el liti). Es calcula que el 0,4-1% de les persones pateixen ciclotímia en algun moment de la seva vida. L'aparició oscil·la típicament de la primera infància a la primera edat adulta. Els homes i les dones es veuen afectats per igual.

## Símptomes
Les persones amb ciclotímia experimenten tant fases depressives com fases hipomaníaques (que són menys severes que un episodi hipomaníac complet). Els símptomes depressius i maníacs de la ciclotímia tenen una durada variable a causa de la naturalesa inestable i reactiva del trastorn. Les fases depressives són similars al trastorn depressiu major i es caracteritzen per sensacions i pensaments apagats i una manca de motivació per a activitats intel·lectuals o socials. La majoria de les persones amb ciclotímia solen fatigar-se i dormir freqüentment i durant llargs períodes. No obstant, d'altres experimenten insomni.
Altres símptomes de la depressió ciclotímica són la indiferència envers les persones o activitats que solien ser molt importants. La depressió ciclotímica també comporta dificultats per prendre decisions. A més, les persones amb aquest trastorn solen ser crítiques i es queixen fàcilment. Els pensaments suïcides són habituals, fins i tot en formes lleus de ciclotímia. En estat depressiu, les persones amb ciclotímia també presenten queixes físiques, incloent freqüents mals de cap, tensió al cap i al pit, sensació de buidor, debilitat, pèrdua de pes i pèrdua de cabell.
El factor que distingeix la depressió típica de la depressió ciclotímica és que en la depressió ciclotímica, hi ha episodis d'hipomania. Les persones amb ciclotímia poden canviar de l'estat depressiu a l'estat hipomaníac de cop i volta. La durada i la freqüència de les fases és imprevisible.
En estat hipomaníac, s'accelera el pensament dels individus i es tornen més sociables i parladors. Poden realitzar grans despeses i accions espontànies, augmenten la seva autoestima i mostren una gran vanitat. En contrast amb un estat maníac regular, que s'associa al trastorn bipolar de tipus I, els símptomes en la fase hipomaníaca es produeixen generalment de forma menys severa.

### Comorbiditats
La ciclotímia es presenta habitualment conjuntament amb altres trastorns. Entre el 20 i el 50 per cent de les persones amb depressió, ansietat i trastorns relacionats també presenten ciclotímia. Quan les persones amb ciclotímia busquen recursos de salut mental, tendeixen a ser per símptomes de la seva malaltia comòrbida en lloc dels símptomes propis de la ciclotímia. En nens i adolescents, les comorbiditats més freqüents amb la ciclotímia són trastorns d'ansietat, problemes de control d'impulsos, trastorns alimentaris i TDAH. En adults, la ciclotímia també sol ser comòrbida amb problemes de control d'impulsos. La conducta de recerca de sensacions es produeix en estats hipomànics. Sovint inclouen els jocs d'atzar i la sexualitat compulsiva en homes, o la compra compulsiva i l'afartament en dones.
A més dels trastorns relacionats amb les sensacions, la ciclotímia també s'ha associat a la depressió atípica. En un estudi, es va trobar una connexió entre la sensibilitat interpersonal, la reactivitat de l'estat d'ànim (és a dir, la resposta a esdeveniments positius reals o potencials amb un estat d'ànim més elevat) i els canvis d'humor ciclotímics, tots ells símptomes de la depressió atípica. La ciclotímia també sol presentar-se conjuntament amb l'ansietat per separació, o ansietat com a resultat de la separació d'un cuidador, amic o ésser estimat. Altres temes que solen donar-se conjuntament amb la ciclotímia són l'ansietat social, la por al rebuig i la tendència a l'hostilitat cap aquelles persones relacionades amb el dolor i rebuig passats. Les persones amb ciclotímia solen buscar relacions interpersonals intenses quan es troben en estat hipomaníac, i a aïllar-se quan es troben en estat depressiu. Això generalment condueix a relacions curtes i tumultuoses.

## Causes
La causa és desconeguda. Els factors de risc inclouen antecedents familiars de trastorn bipolar.
Els familiars de primer grau de persones amb ciclotímia tenen trastorn depressiu major, trastorn bipolar I i trastorn bipolar II més sovint que la població general. Els trastorns relacionats amb substàncies també poden tenir un risc més elevat dins la família. Els familiars de primer grau d'individus bipolars I poden tenir un risc més elevat de trastorn ciclotímic que no pas la població general.

## Diagnòstic
La ciclotímia es classifica al DSM-5 com a subtipus de trastorn bipolar. Els criteris són:
1. Durant dos anys com a mínim (almenys un any en nens i adolescents) han existit nombrosos períodes amb símptomes hipomaníacs i nombrosos períodes amb símptomes depressius.
2. Durant aquest període, els períodes hipomaníacs i depressius han estat presents almenys la meitat el temps i l'individu no ha estat sense símptomes durant més de dos mesos seguits.
3. Mai s'han complert els criteris per a un episodi de depressió major, maníac o hipomaníac.
4. Els símptomes del Criteri 1 no s'expliquen millor per un trastorn de l'espectre de l'esquizofrènia i altres trastorns psicòtics.
5. Els símptomes no es poden atribuir als efectes fisiològics d'una substància o a una altra afecció mèdica.
6. Els símptomes causen malestar clínicament significatiu o deteriorament social, laboral o altres àrees importants del funcionament.

Segons alguns investigadors, els criteris del DSM-5 per a la ciclotímia són massa restrictius. Això afecta el diagnòstic de ciclotímia perquè hi ha menys persones que es diagnostiquen del que seria potencialment possible. Això significa que pot ser que una persona que tingui alguns símptomes del trastorn no pugui rebre tractament perquè no compleix tots els criteris necessaris descrits al DSM-5. A més, també es posa més atenció en la depressió i altres trastorns de l'espectre bipolar, ja que si una persona no compleix tots els criteris per a la ciclotímia se li sol donar un diagnòstic de depressió o d'espectre bipolar. Un diagnòstic incorrecte pot provocar que algunes persones amb ciclotímia siguin tractades per un trastorn comòrbid en d'abordar les seves tendències ciclotímiques.
La ciclotímia sovint no és reconeguda pels individus afectats o pels professionals sanitaris a causa dels seus símptomes aparentment lleus. A més, és difícil d'identificar i classificar. A causa del desacord i les idees errònies entre els professionals de la salut i la salut mental, la ciclotímia sovint es diagnostica com a "bipolar no especificat". La ciclotímia també es confon sovint amb el trastorn de la personalitat límit a causa dels seus símptomes similars, especialment en adolescents i adults joves.
La majoria de les persones amb el trastorn es presenten en un estat depressiu, sense adonar-se que els seus estats hipomaníacs són anormals. Els episodis maníacs suaus solen ser interpretats com a part de la personalitat de la persona o simplement un estat d'ànim elevat. A més, el trastorn es manifesta sovint durant la infància o l'adolescència, cosa que dificulta encara més la persona distingir entre símptomes del trastorn i la seva personalitat. Per exemple, les persones poden pensar que només pateixen canvis d'humor i no s'adonen que aquests són conseqüència d'un trastorn psiquiàtric.

## Tractament
La teràpia cognitiva-conductual (TCC) es considera potencialment eficaç per a persones diagnosticades de ciclotímia.
La medicació es pot utilitzar addicionalment als enfocaments conductuals. Tanmateix, els estabilitzadors d'humor s'han d'utilitzar abans que els antidepressius i, si s'utilitzen antidepressius, s'han d'utilitzar amb precaució. Els antidepressius presenten un risc degut a la possibilitat d'induir episodis hipomaníacs o cicles ràpids.

## Història
El 1883, Karl Ludwig Kahlbaum va identificar un trastorn caracteritzat per cicles d'humor recurrents. El trastorn contenia episodis tant melancòlics com maníacs ocorreguts de forma més lleu que en el trastorn bipolar. Aquesta malaltia va ser anomenada ciclotímia per Kahlbaum i el seu alumne Ewald Hecker. Kahlbaum va desenvolupar la seva teoria de la ciclotímia a través del seu treball amb persones que es presentaven amb aquests símptomes al Kahlbaum Sanitarium de Goerlitz, Silèsia (Alemanya). Va ser reconegut com a hipnoterapeuta i psicoterapeuta líder del seu temps. Va ser un progressista en el camp de la salut mental, creient que la malaltia mental no hauria de portar estigma i que les persones que tenien problemes de salut mental haurien de ser tractades humanament. Kalhbaum va ser el primer a reconèixer que les persones amb ciclotímia sovint no busquen ajuda per al trastorn a causa dels seus símptomes lleus.
La ciclotímia s'ha conceptualitzat de diverses maneres, incloent-la com un subtipus de trastorn bipolar, un temperament, un tret de personalitat i un trastorn de personalitat. També hi ha una teoria sota la qual la ciclotímia hauria de ser considerada un trastorn del neurodesenvolupament. La ciclotímia es classifica com un subtipus de trastorn bipolar al DSM-5, però alguns investigadors no estan d'acord amb aquesta classificació i defensen que s'hauria de definir principalment com una exageració de l'estat d'ànim i la inestabilitat emocional. En el passat, la ciclotímia s'havia conceptualitzat per incloure altres característiques a més del flux entre la depressió i la hipomania, com ara la reactivitat de l'estat d'ànim, la impulsivitat i l'ansietat.

## Epidemiologia
La ciclotímia, coneguda avui en dia com a trastorn ciclotímic, acostuma a ser infradiagnosticada a causa de la seva baixa intensitat. Les taxes exactes de ciclotímia no han estat àmpliament estudiades. Alguns estudis estimen que entre un 5 i un 8% dels individus se'n veuen afectats en algun moment de la seva vida, mentre que altres estudis suggereixen una taxa que oscil·la entre el 0,4 i el 2,5%.
Sembla que els homes se'n veuen afectats amb la mateixa freqüència, tot i que les dones són més propenses a rebre tractament. La ciclotímia es diagnostica al voltant d'un cinquanta per cent de les persones amb depressió que són avaluades en un entorn ambulatori psiquiàtric.

## Etimologia
Ciclotímia deriva de la paraula grega κυκλοθυμία (de kyklos κῦκλος, "cercle" i thymos θυμός, "estat d'ànim, l'emoció"). Per tant, significa "circular entre estats d'ànim o emocions".

## Recerca
Si els subtipus de trastorn bipolar, com la ciclotímia, representen trastorns separats o si formen part d'un espectre bipolar únic, és una font de debat. La ciclotímia normalment no es descriu en estudis de recerca ni es diagnostica en entorns clínics, cosa que la fa menys reconeixedora i menys entesa pels professionals. Aquesta absència de ciclotímia en investigacions i entorns clínics suggereix que la ciclotímia o bé es diagnostica com un altre trastorn psiquiàtric o no arriba a l'atenció científica o clínica per la manca de claredat diagnòstica o per la seva naturalesa. Addicionalment, els criteris diagnòstics actuals per a la ciclotímia destaquen que els símptomes són persistents, cosa que suggereix que són trets duradors en lloc d'un estat psicològic, per la qual cosa s'ha argumentat que s'hauria de diagnosticar com un trastorn de personalitat. Com que els símptomes solen coincidir amb trastorns de personalitat, s'ha debatut la validesa i la distinció entre aquestes dues categories diagnòstiques.
Finalment, la tendència a la ciclotímia a ser comòrbida amb altres trastorns mentals dificulta el diagnòstic. Aquests problemes impedeixen consensos sobre la definició de ciclotímia i la seva relació amb altres trastorns mentals entre investigadors i clínics. Aquesta manca de consens sobre una definició operativa i la presentació simptomàtica és especialment manifesta en nens i adolescents, perquè els criteris diagnòstics no s'han adequat per tenir en compte el seu nivell de desenvolupament.

## Societat i cultura
L'actor Stephen Fry ha parlat de la seva experiència amb la ciclotímia, que es va representar al documental Stephen Fry: The Secret Life of the Manic Depressive.
La cantant Charlene Soraia tenia ciclotímia i va escriure una cançó sobre les seves experiències amb el trastorn.